# Philipp V. (Frankreich)
Philipp V., genannt der Lange (französisch Philippe V le Long; * 1293; † 3. Januar 1322 Abtei Longchamp), aus der Dynastie der Kapetinger, war von 1316 bis 1322 König von Frankreich und (als Philipp II.) König von Navarra.

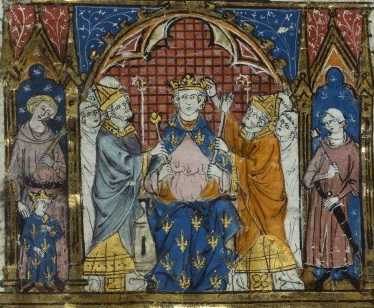
König Philipp V. von Frankreich wird gekrönt. Links daneben wird die Szene von seinem jung verstorbenen Neffen Johann I. beobachtet. Darstellung aus den Grandes Chroniques de France, 14. Jahrhundert.

## Leben
Philipp V. war der zweite Sohn von König Philipp IV. dem Schönen von Frankreich († 1314) und dessen Gemahlin Königin Johanna I. von Navarra († 1305). Sein Geburtsdatum ist jedoch umstritten. So gibt Bernhard Töpfer beispielsweise 1291 als Geburtsjahr an, während Elisabeth Lalou das Jahr 1294 nennt. Er wurde 1307 mit der Pfalzgräfin Johanna II. von Burgund verheiratet, womit er als deren Ehemann die Regentschaft in der Franche-Comté übernahm. 1311 erhielt er die Grafschaft Poitou als eigene Apanage verliehen. Philipps Frau wurde 1314 von seiner Schwester Isabella des Ehebruchs beschuldigt und in der Burg Dourdan eingesperrt, doch konnte sie das Parlament von ihrer Unschuld überzeugen und wieder zu ihrem Mann zurückkehren.

### Regentschaft
Im Sommer 1316 verstarb überraschend Philipps älterer Bruder König Ludwig X. der Zänker und hinterließ eine problematische Erbfolge, denn er hatte nur eine Tochter und eine hochschwangere Frau zurückgelassen. Philipp war zu diesem Zeitpunkt in Lyon, um die Wahl eines neuen Kirchenoberhauptes nach dem Tod des Papstes Clemens V. zu leiten. Er ließ daraufhin die versammelten Kardinäle einsperren und traf im Juli 1316 in Paris ein, wo er von den Großen des Königreiches als Regent des verwaisten Thrones anerkannt wurde. Damit verdrängte er den dreiköpfigen Regentschaftsrat um seine Onkel Karl von Valois, Ludwig von Évreux und seinen jüngeren Bruder Karl von La Marche, den der König noch vor seinem Tod eingesetzt hatte und der besonders von Karl von Valois dominiert wurde. Ludwig von Évreux wurde mit der Verleihung der Pairswürde entschädigt, Karl von La Marche entwickelte ohnehin keinen größeren Ehrgeiz. Die Kardinäle in Lyon konnten sich unterdessen aus ihrer Gefangenschaft lösen, indem sie sich auf Johannes XXII. einigten.
Die noch nicht gefestigte Regierung Philipps versuchte sogleich mehrere unzufriedene Adlige für eigene Interessen zu nutzen. Im Artois sorgte der dort abgesetzte Graf Robert von Beaumont, ein Cousin von Philipps Frau, für Unruhe, was Philipp dazu nötigte, ein Heer unter Gaucher von Châtillon gegen ihn ins Feld zu führen, der den Grafen gefangen nehmen konnte. Zusätzlich bedrängte der Herzog Odo IV. von Burgund den Regenten mit den Rechten ihrer beider Nichte Johanna, die auch eine potentielle Erbin der Königskrone werden konnte.
Am 15. November 1316 gebar die Königinwitwe den neuen König Johann I., für den Philipp weiterhin die Regentschaft führen sollte. Doch der neue König starb bereits 4 Tage später am 19. November.

### Herrschaft

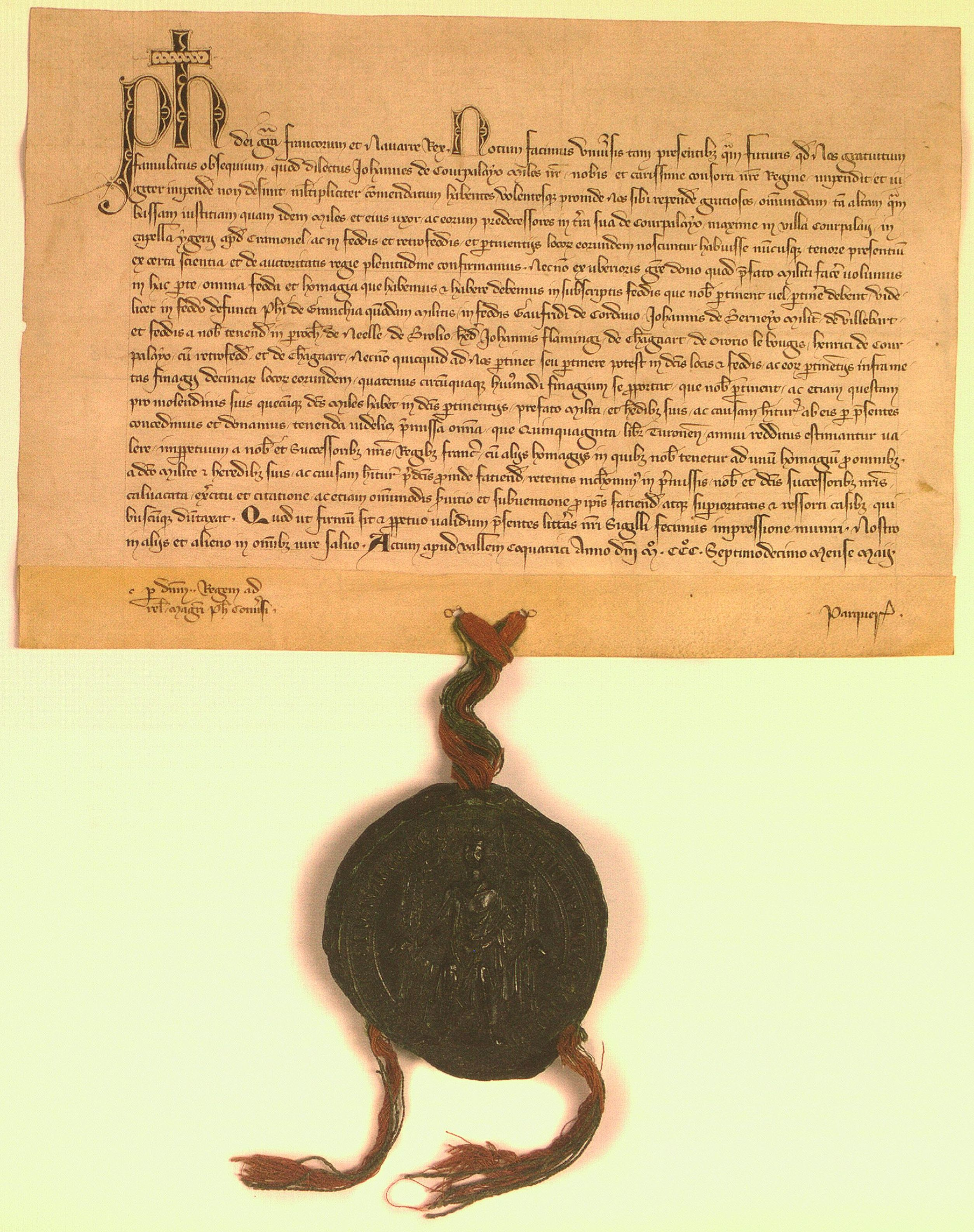
Eine Urkunde Philipps V., Mai 1317. Paris, Archives nationales, J 396, Nr. 18

Philipp ließ sich am 9. Januar 1317 in Reims zum König salben und krönen. Er war der erste König der Kapetingerdynastie, der nicht unmittelbar seinem Vater nachfolgte, was die dynastische Krise der Kapetinger verdeutlichte. Von seinem älteren Bruder blieb lediglich die Tochter Johanna zurück, die nach dem Tod Johanns I. in das Blickfeld der Nachfolge rückte und ihrem zukünftigen Ehemann so die Krone Frankreichs in die Ehe hätte bringen können. Doch Johanna war noch unmündig, und Philipp berief unmittelbar nach seiner Krönung eine Versammlung von Adligen, Prälaten und Vertretern der Stadt und Universität Paris (Generalstände, Februar 1317) ein, welche die Lex Salica, wonach Frauen von der Erbfolge auf den französischen Thron ausgeschlossen wurden, als alleingültiges Nachfolgegesetz anerkannte. Mit Johannas Vormund, Herzog Odo IV. von Burgund, einigte sich Philipp erst im März 1318 über andere noch umstrittene Erbregelungen. Johanna sollte die Grafschaft Champagne nach Philipps eigenem Tod übernehmen, im Königreich Navarra aber sollte ihr nur im Falle des Aussterbens von Philipps männlichen Nachfolgern der Erbgang erlaubt werden.
Philipps vorrangigstes Problem war der nach dem Tod seines Vaters erneut ausgebrochene Krieg in Flandern. Im Oktober 1318 gelang es Philipp, sich mit Graf Robert III. von Flandern auf einen Waffenstillstand zu einigen, der bis Ostern des darauffolgenden Jahres halten sollte. In mehreren Versammlungen gelang es Philipp nur bedingt, die Stände auf Zahlung von Subsidien für die kommenden Kampfhandlungen zu bewegen. Mit Hilfe seines Vertrauten Henri de Sully schaffte es der König in mehreren Ordonnanzen, die Haushaltung effizienter zu gestalten. Weiterhin bekämpfte er erfolgreich den Amtsmissbrauch, indem er seine Amtsträger wie Baillis und Seneschalle dazu nötigte, ihre Ämter wieder persönlich zu führen und nicht durch Stellvertreter, womit besonders die finanziellen Lasten des Volkes vermindert wurden. Im Gegenzug mehrten diese Maßnahmen die Einnahmen des königlichen Fiskus. Den Papst konnte Philipp dazu bewegen, den Zehnten für zwei Jahre der Krone zu überlassen. Zum erneuten Kampf mit Flandern kam es dann doch nicht mehr, der Graf von Flandern wurde letztlich durch die Kriegsmüdigkeit der flämischen Städte zum Frieden genötigt. Im Mai 1320 leistete er in Paris dem König den Lehnseid und verzichtete auf die Aushändigung der Städte Lille, Douai und Béthune. Der Frieden wurde durch die Ehe des Erbenkels des Grafen mit einer Tochter Philipps besiegelt.

Grab von König Philipp V.

Weitere Erfolge konnte Philipp im Artois verzeichnen, wo er endgültig die Rückkehr seiner Schwiegermutter Mathilde erreichte. Noch bedeutender war der am 29. Juli 1320 im Amiens geleistete Lehnseid von Philipps Schwager, König Eduard II. von England, für das Herzogtum Guyenne, der lange hinausgezögert wurde. Eine Niederlage musste er aber anschließend in seinem Versuch hinnehmen, Maße, Gewichte und das Münzsystem zu vereinheitlichen. Bei der Versammlung im Oktober 1320 in Orléans legten dagegen besonders die Vertreter der Städte ihren Einspruch ein, da sie höhere Steuerforderungen durch diese Reform befürchteten.
Während eines Besuches in Poitiers 1321 ordnete Philipp die Verhaftung aller Leprösen an, nachdem er von dem Gerücht erfuhr, die Leprakranken hätten eine Vergiftung aller Brunnen im Süden Frankreichs geplant. In der Folge kam es auch zu Übergriffen auf Juden, von denen eine große Anzahl verbrannt wurde.
Philipp V. starb am 3. Januar 1322 nach einer längeren Ruhrerkrankung im Alter von 28 Jahren in der Abtei Longchamp. Die Herzbestattung erfolgte in Paris im Couvent des Cordeliers, dem Kloster der Minderen Brüder des heiligen Franziskus von Assisi, die Gebeine wurden in der Grablege der französischen Herrscher in der Abteikirche Saint-Denis beigesetzt. Da er keinen zur Nachfolge berechtigten Sohn hinterließ, folgte ihm sein jüngerer Bruder Karl der Schöne nach.
Bei der Plünderung der Königsgräber von Saint-Denis während der Französischen Revolution wurde sein Grab am 21. Oktober 1793 geöffnet und geplündert, seine Überreste wurden in einem Massengrab außerhalb der Kirche beerdigt.

## Vorfahren
|  |                                              |  |  |  |  |  |  |  |  |  |  |  |  |
|  | Ludwig IX. Kg. Von Frankreich (1214–1270)    |  |  |  |  |  |  |  |  |  |  |  |  |
|  |                                              |  |  |  |  |  |  |  |  |  |  |  |  |
|  |                                              |  |  |  |  |  |  |  |  |  |  |  |  |
|  | Philipp III., Kg. von Frankreich (1245–1285) |  |  |  |  |  |  |  |  |  |  |  |  |
|  |                                              |  |  |  |  |  |  |  |  |  |  |  |  |
|  |                                              |  |  |  |  |  |  |  |  |  |  |  |  |
|  | Margarete von der Provence (1221–1295)       |  |  |  |  |  |  |  |  |  |  |  |  |
|  |                                              |  |  |  |  |  |  |  |  |  |  |  |  |
|  |                                              |  |  |  |  |  |  |  |  |  |  |  |  |
|  | Philipp IV. Kg. von Frankreich (1268–1314),  |  |  |  |  |  |  |  |  |  |  |  |  |
|  |                                              |  |  |  |  |  |  |  |  |  |  |  |  |
|  |                                              |  |  |  |  |  |  |  |  |  |  |  |  |
|  | Jakob I. von Aragón (1208–1276)              |  |  |  |  |  |  |  |  |  |  |  |  |
|  |                                              |  |  |  |  |  |  |  |  |  |  |  |  |
|  |                                              |  |  |  |  |  |  |  |  |  |  |  |  |
|  | Isabella von Aragón (um 1243–1271)           |  |  |  |  |  |  |  |  |  |  |  |  |
|  |                                              |  |  |  |  |  |  |  |  |  |  |  |  |
|  |                                              |  |  |  |  |  |  |  |  |  |  |  |  |
|  | Yolanda von Ungarn (1219–1251)               |  |  |  |  |  |  |  |  |  |  |  |  |
|  |                                              |  |  |  |  |  |  |  |  |  |  |  |  |
|  |                                              |  |  |  |  |  |  |  |  |  |  |  |  |
|  | Philipp V. König von Frankreich              |  |  |  |  |  |  |  |  |  |  |  |  |
|  |                                              |  |  |  |  |  |  |  |  |  |  |  |  |
|  |                                              |  |  |  |  |  |  |  |  |  |  |  |  |
|  | Theobald I. von Navarra (1201–1253)          |  |  |  |  |  |  |  |  |  |  |  |  |
|  |                                              |  |  |  |  |  |  |  |  |  |  |  |  |
|  |                                              |  |  |  |  |  |  |  |  |  |  |  |  |
|  | Heinrich I. von Navarra (um 1244–1274)       |  |  |  |  |  |  |  |  |  |  |  |  |
|  |                                              |  |  |  |  |  |  |  |  |  |  |  |  |
|  |                                              |  |  |  |  |  |  |  |  |  |  |  |  |
|  | Margarete von Bourbon-Dampierre (gest. 1256) |  |  |  |  |  |  |  |  |  |  |  |  |
|  |                                              |  |  |  |  |  |  |  |  |  |  |  |  |
|  |                                              |  |  |  |  |  |  |  |  |  |  |  |  |
|  | Johanna I. von Navarra (1273–1305)           |  |  |  |  |  |  |  |  |  |  |  |  |
|  |                                              |  |  |  |  |  |  |  |  |  |  |  |  |
|  |                                              |  |  |  |  |  |  |  |  |  |  |  |  |
|  | Robert I. von Artois (1216–1250)             |  |  |  |  |  |  |  |  |  |  |  |  |
|  |                                              |  |  |  |  |  |  |  |  |  |  |  |  |
|  |                                              |  |  |  |  |  |  |  |  |  |  |  |  |
|  | Blanche d’Artois (1248–1302)                 |  |  |  |  |  |  |  |  |  |  |  |  |
|  |                                              |  |  |  |  |  |  |  |  |  |  |  |  |
|  |                                              |  |  |  |  |  |  |  |  |  |  |  |  |
|  | Mathilde von Brabant (1224–1288)             |  |  |  |  |  |  |  |  |  |  |  |  |
|  |                                              |  |  |  |  |  |  |  |  |  |  |  |  |
|  |                                              |  |  |  |  |  |  |  |  |  |  |  |  |

## Ehe und Nachkommen
Er heiratete im Januar 1307 in Corbeil (Marne) die Pfalzgräfin Johanna von Burgund († 21. Januar 1330), eine Tochter des Pfalzgrafen Otto IV. von Burgund und dessen Ehefrau Gräfin Mathilde von Artois. Ihre Kinder waren:
- Johanna (* 1. oder 2. Mai 1308; † 10. oder 15. August 1347), Pfalzgräfin von Burgund, Gräfin von Artois
  - ⚭ 1318 mit Herzog Odo IV. von Burgund (* 1295; † 1350)
- Margarete (* um 1309; † 9. Mai 1382), Pfalzgräfin von Burgund, Gräfin von Artois
  - ⚭ 1320 mit Graf Ludwig I. von Flandern († gefallen 1346 bei Crécy)
- Isabelle (* 1312; † 1348)
  - ⚭ 1323 mit Dauphin Guigues VIII. von Viennois (* 1309; † 1333)
  - ⚭ 1339 mit Sire Johann III. von Faucogney († 1345) (Haus Faucogney)
- Blanche (* 1313; † 26. April 1358), Nonne in Longchamps
- Ludwig (* 24. Juni 1316; † 24. Februar 1317)